# Packington Hall (Warwickshire)

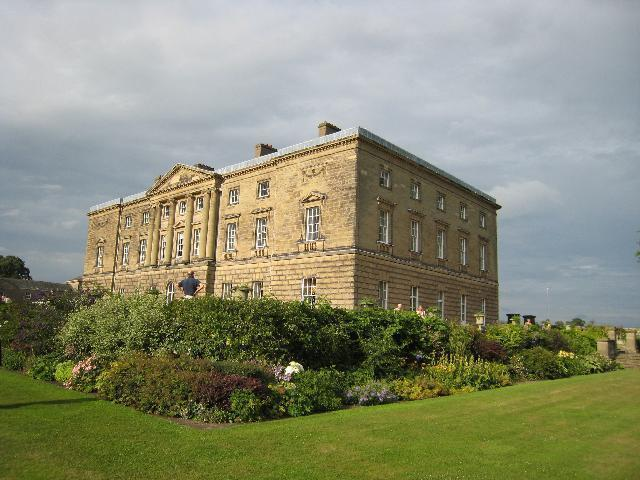
Packington Hall

Wappen der Fisher von Great Packington, Warwickshire: Silber, ein Winkel mit blauen Eisenhütlein zwischen drei roten Halblöwen

Wappen der Finch, Earls of Aylesford: Silber, ein schwarzer Winkel zwischen drei schwarzen Greifen

Packington Hall ist ein Landhaus in der Siedlung Great Packington bei Meriden in der englischen Grafschaft Warwickshire. Das Haus aus dem 17. Jahrhundert war der Sitz der Earls of Aylesford. English Heritage hat es als historisches Bauwerk II*. Grades gelistet.

## Geschichte
Sir Clement Fisher ließ das Landhaus 1693 erbauen; nach seinem Tod 1729 fiel das Anwesen in Packington an seine Tochter Mary, die Heneage Finch, 2. Earl of Aylesford, heiratete.
Der Park des Landhauses wurde von Capability Brown entworfen.
1772 wurde das Haus deutlich erweitert und nach Plänen von Josef Bonomi im palladianistischen Stil umgestaltet.
1979 beschädigte ein Brand das Haus erheblich, aber es wurde inzwischen wieder in vollem Umfang restauriert.

### Heute
Packington Hall ist normalerweise nicht öffentlich zugänglich, aber man kann es für Konferenzen und Veranstaltungen buchen.

## Weitere Gebäude auf dem Anwesen
Ein früheres Herrenhaus – Packington Old Hall – und die Pfarrkirche St James aus dem 18. Jahrhundert befinden sich auf dem Anwesen.